# تشن وو
تشن وو (بالصينية: 陈武) هو سياسي صيني، ولد في نوفمبر 1954 في شانغزو في الصين. حزبياً، نشط في الحزب الشيوعي الصيني. وقد انتخب عضو مجلس الشعب الصيني ‏ خلال فترته النيابية ‏.